# Yannig Samot
Yannig Samot est un acteur français né en 1969. Il est également restaurateur et auteur de livres de cuisine.

## Biographie

### Origines
Originaires de Martinique, ses grands-parents paternels arrivent en métropole en 1933.

### Restauration
À la tête du Réfectoire et de La Famille, il crée avec l'ancien gérant du bar Chez Camille, à Paris, Montmartre, Le Chéri Bibi,,.

### Cinéma
Yannig Samot obtient son premier rôle, en 2000, dans la mini-série Les Misérables de Josée Dayan où il incarne un gardien de prison. Figurant dans Munch, Hippocrate, Pep's où il interprète de 2013 à 2015  le rôle du père de Rayane Bensetti, il intègre en 2018 le casting de la série Balthazar avec Tomer Sisley, série dans laquelle il interprète le rôle de Jérôme Delgado, lieutenant de la police criminelle.

## Filmographie

### Cinéma
- 2005 : Pas de Cerveau, pas de migraine (court métrage)  de Rabah Brahimi
- 2009 : La Première Étoile de Lucien Jean-Baptiste : un joueur PMU Créteil
- 2009 : Les Beaux Gosses de Riad Sattouf : le père d'Anas
- 2016 : Il a déjà tes yeux de Lucien Jean-Baptiste : un grossiste à Rungis
- 2019 : Trois fois rien de Nadège Loiseau : Memet
- 2022 : Canailles de Christophe Offenstein : Legoff
- 2023 : Nouveau Départ de Philippe Lefebvre : serrurier

### Télévision
- 2000 : Les Misérables de Josée Dayan : un gardien de prison
- 2009  : Commissaire Magellan (saison 1 - épisode 29) : Eric Le Gwen
- 2013-2015 : Pep's (saisons 1, 2 et 3) : Franck Vidal
- 2013 : Falco (saison 2 - épisode 1) : Jonas Delmarian
- 2015 : Merci pour tout, Charles
- 2016 : Camping Paradis (saison 8 - épisode 4)
- 2016 : Joséphine, ange gardien (saison 17 - épisode 2)
- 2017 : La Mante (saison 1 - épisodes 3-4-6) : Bertrand
- 2018-2022 : Balthazar (saison 1 à 5) : Jérôme Delgado
- 2018 : Munch (saison 2 - épisodes 1-2) : Erwan Guenand
- 2018 : Hippocrate (saison 1 - épisode 3)
- 2018 : Les Chamois (saison 1 - épisode 1)
- 2019 : Camping Paradis (saison 11 - épisode 1)
- 2019 : Clem (saison 9 - épisodes 5-6) : lieutenant Danielo
- 2020 : La Flamme (saison 1 - épisode 9)
- 2021 : L'École de la vie (saison 1) : Thomas Bouvier
- 2023 : Les Bracelets rouges : Karim
- 2023 : Tout pour Agnès de Vincent Garenq : Yacine Dridi
- 2023 : Les Secrets du Finistère de François Basset et Anne Péjean : Favélas
- 2024 : Commandant Saint-Barth de Denis Thybaud : Auguste Ventura
- 2025 : Soleil noir (mini-série Netflix) : Omar
- 2026 : Les Farouches de  Christelle Raynal : Karim Kerrouche